# 蔡纪辕
蔡纪辕（1913年10月—？），男，广东揭阳人，中国神经外科专家，曾任中山医科大学教授，第六届全国政协委员。